# Diuraphis agrostidis
Diuraphis agrostidis är en insektsart. Diuraphis agrostidis ingår i släktet Diuraphis och familjen långrörsbladlöss. Inga underarter finns listade i Catalogue of Life.